# Philip Snowden, 1:e viscount Snowden

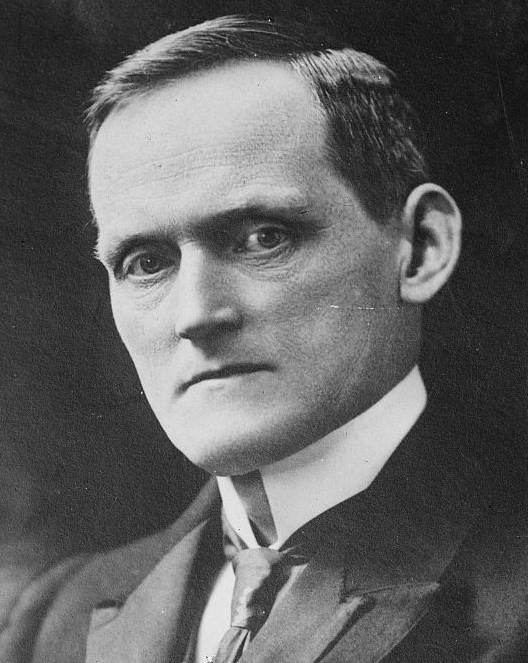
Philip Snowden

Philip Snowden, 1:e viscount Snowden, född 18 juli 1864 i Cowling i North Yorkshire, död 15 maj 1937 i Tilford i Surrey, var en brittisk politiker och den förste brittiske finansministern från Labourpartiet. En kort tid ingick han i Ramsay MacDonalds nationella koalitionsregering och uteslöts därför ur Labour.

## Uppväxt
Snowden föddes i Cowling nära staden Keighley i West Riding of Yorkshire. Hans föräldrar var vävare. Hans far var metodist och radikal liberal. Philip Snowden uppfostrades till metodist, blev helnykterist och anslöt sig liksom fadern till det liberala partiet. 
Fadern hade trots sin fattigdom sparat ihop tillräckligt mycket pengar för att ge sin son möjlighet att fortsätta sin skolgång, istället för att börja arbeta vid tio års ålder som de flesta barnen i omgivningen. Philip Snowden var duktig i skolan och blev 1886 anställd i civilförvaltningen, där han under de följande åren innehade tjänster i Liverpool, Orkneyöarna, Aberdeen och Plymouth. 1891 drabbades han dock av en ryggskada, som enligt honom själv berodde på en cykelolycka, men kanske snarare var ryggtuberkulos. Skadan gjorde honom handikappad för resten av livet och tvingade honom att gå med kryckor. Han fick också avsluta sin karriär i civilförvaltningen 1893.

## Engagemang för socialismen
När han inte kunde fortsätta sitt arbete började Snowden desto mer studera och engagera sig i politiken. Han läste mycket socialistisk litteratur, först med syftet att kunna upplysa om socialismens faror och motarbeta den. Efter hand blev han istället övertygad socialist och gick med i Independent Labour Party (ILP) 1895.  Han blev en framträdande talare för ILP och mycket viktig för dess organisering i västra Yorkshire. 1898 invaldes han i ILP:s ledning och 1903-1906 var han dess ordförande. 
Omvändelsen från liberalism till socialism tog honom flera år och mycket av den åskådning han hade som liberal förde han med sig i sin nya roll som socialist. De ekonomiska principerna i Gladstones liberalism, betonandet av balanserade budgetar och frihandel, höll han fast vid genom hela sitt liv. Han ansåg dock att socialismen, med betydelsen kollektivt ägande av produktionsmedlen och statlig styrning av ekonomin, var nödvändig för att utradera ojämlikheter och avskaffa orättvisor i samhället.
För Snowden var socialismen ett moraliskt riktigt sätt att organisera samhället. I sina tal och skrifter framförde han denna sin etiska socialism och anknöt ofta till kristna motiv, till exempel i den populära skriften The Christ that is to Be 1903. Snowden såg socialismen som överordnad klassintressen och ogillade talet om klasskamp. Han var alltid skeptiskt inställd till fackföreningar, som han såg som ett organiserat särintresse. 
Snowden gifte sig 1905 med Ethel Annakin, en förkämpe för kvinnlig rösträtt. Snowden stödde sin hustrus ideal och blev en uppmärksammad talare vid suffragettmöten och andra offentliga sammankomster. Hans relation med Ethel kan ha varit en viktig orsak till att han började engagera sig starkt för kvinnlig rösträtt, efter att först ha sett det som en fråga som skulle lösas samtidigt som alla arbetare fick rösträtt. 

## Parlamentsledamot
Snowden kandiderade till parlamentet för valkretsen Blackburn första gången 1900, då utan att bli invald. I valet 1906 lyckades han bli vald för Blackburn och blev sedan en av de 29 parlamentsledamöterna för Labourpartiet, som bildades ur Labour Representation Committee samma år. ILP fortsatte sin existens som parti i anslutning till Labourpartiet, och Snowden var en av de "fyra stora" i ILP:s ledning, tillsammans med Keir Hardie, Ramsay MacDonald och Bruce Glasier. Tillsammans med dessa avgick han från ILP:s ledning 1909 i samband med en kontrovers om den egensinnige parlamentsledamoten Victor Grayson, en socialist som valts med stöd av ILP men vägrade inordna sig efter reglerna för Labours parlamentsgrupp. När ILP:s kongress inte stödde ledningens hårda linje mot Grayson såg "de fyra stora" det som en förtroendefråga och avgick.   
Philip Snowdens kristet färgade etiska socialism var ganska typisk för de ledande personerna i ILP under dess första tid, men i det nya Labourpartiet med dess starka bas bland fackföreningar tycktes den mer och mer föråldrad. 
Snowden skrev mycket i ekonomiska frågor och det har hävdats att hans idéer var vägledande för den dåvarande finansministern David Lloyd George när han utformade sin berömda radikala budget 1909. 
Snowden motsatte sig kraftigt första världskriget, som bröt ut 1914. Han var inte strikt pacifist, men ogillade militarism i allmänhet och ansåg att detta krig var onödigt och gynnade överklassen på arbetarnas bekostnad. Han gav sitt aktiva stöd till vapenvägrare och tog upp rättsfall där vapenvägrare behandlats orättvist till debatt i parlamentet. Den 23 februari 1916 var han den förste parlamentsledamot som höll ett större tal där han förespråkade en förhandlingslösning av kriget. Under denna period kom Snowden att uppfattas som en företrädare för vänstern inom Labour, och han återkom 1916 i ledningen för ILP, som hade tagit ställning mot kriget. Året därpå, 1917, blev han åter ILP:s ordförande. 
Snowden var entusiastisk inför februarirevolutionen i Ryssland 1917, men starkt kritisk till bolsjevikernas maktövertagande och Lenins marxistiska ideologi. Hans förhållande till Labourpartiet blev mer ansträngt, både på grund av stödet för kriget från ledande partiföreträdare och på grund av de nya stadgar som antogs 1918 och som minskade ILP:s inflytande och ökade fackföreningarnas. Han vände sig därför både mot högern inom Labour och mot den vänster inom ILP som hyste sympatier för kommunismen. Snowden förlorade mycket av sitt inflytande i ILP och lämnade ordförandeposten 1920. På grund av hans motstånd mot kriget lyckades han inte bli återvald för Blackburn i valet 1918.

## Finansminister i den första Labourregeringen 1924
1922 valdes Snowden åter till underhuset som representant för Colne Valley.
Efter att motsättningarna inom Labourpartiet i fråga om kriget hade lagts åt sidan återkom de gamla ledande politikerna till starka positioner i partiet. Snowden var den oomstridde ekonomiske experten inom Labourpartiet, och partiledaren Ramsay MacDonald utnämnde honom till skuggfinansminister 1923. Då MacDonald blev premiärminister i januari 1924 utnämndes Snowden till finansminister, den förste någonsin från Labour. Han sänkte några enhetsskattesatser och avskaffade några tullar, men förde i övrigt ingen särskilt radikal politik. Snowdens högsta prioritet var "sunda statsfinanser" och en återgång till den ekonomiska politik med budgetbalans och guldmyntfot som hade rått före kriget. Hans budget vann allmänt beröm från såväl liberaler och konservativa som från det egna partiet, där man hade stort förtroende för honom och hans ekonomiska expertis. 
Snowden förlorade finansministerposten efter valet 1924, då det konservativa partiet återkom i regeringsställning. De följande åren var han skuggfinansminister.

## Åter finansminister 1929
Efter MacDonalds valseger i valet 1929 blev Snowden på nytt finansminister. 
En viktig fråga för den nya regeringen var de internationella förhandlingarna om Tysklands krigsskadestånd. Snowden hade hela tiden från att Versaillesfördraget undertecknades motsatt sig de stränga krav som segrarmakterna ställde på Tyskland. Han uttryckte åsikten att man gärna fick häva skadeståndskraven på Tyskland helt, men som finansminister ansåg han att det var hans plikt att se till att Storbritannien fick sin rättvisa andel så länge Tyskland var tvunget att betala. Enligt en plan som utarbetats av en internationell kommitté skulle kraven på Tyskland sänkas. För att få med sig Italien och Frankrike på planen hade den förra, konservativa, brittiska regeringen erbjudit sig att minska den andel av skadestånden som gick till Storbritannien. 
Som finansminister beslöt Snowden att bekämpa denna plan, som han ansåg var orättvis mot Storbritannien. En konferens i Haag i augusti 1929 förväntades godkänna planen, men Snowden, som ingick i britternas förhandlingsdelegation, satte sig på tvären och orsakade en sensation med sitt odiplomatiska sätt. Snowden, som inte hade någon tidigare erfarenhet av utrikespolitik och internationella förhandlingar, förklarade redan från början att Storbritannien vägrade kompromissa om att få den andel som man tillmätts i ett tidigare avtal. Han gick därmed emot utrikesminister Arthur Henderson, som ville visa större förhandlingsvilja, och lyckades förändra Storbritanniens utrikespolitik. Taktiken fungerade och Snowden fick igenom de flesta av sina krav. Snowdens inställning blev mycket populär i hemlandet, där han hyllades som en stor patriot och kallades "järnkanslern" (the Iron Chancellor). 
Snowdens stora popularitet i den osannolika nya rollen som nationalhjälte kom dock inte att vara så länge. Den ekonomiska fördel han utverkat för Storbritannien var inte stor i jämförelse med den kris som skulle komma. Wall Street-kraschen inträffade i oktober 1929, strax efter Haagkonferensen. Medan vissa inom Labourpartiet, särskilt den unge biträdande ministern Oswald Mosley, förordade en expansiv finanspolitik för att bekämpa arbetslösheten, höll Snowden fast vid en strikt Gladstoneskt liberal ekonomisk politik. Han ansågs av många, både då och senare, som den huvudsakliga motståndaren mot att regeringen skulle föra en radikal ekonomisk politik för att hantera den stora depressionen och som den som blockerade förslag om att införa protektionistiska tullar. Regeringen sprack så småningom, då flera ministrar vägrade gå med på Snowdens förslag om nedskärningar av arbetslöshetsunderstödet, medan Snowden vägrade acceptera underskott i budgeten. 
Snowden behöll posten som finansminister i "den nationella regeringen", som Ramsay MacDonald bildade med konservativa och liberaler 1931. Han blev därför utesluten ur Labourpartiet, liksom MacDonald och Jimmy Thomas. I den nationella regeringen kunde Snowden genomföra den budget han förespråkade, med både nedskärningar och skattehöjningar. Men i september 1931 blev han tvungen att motvilligt överge guldmyntfoten, vilket innebar ett viktigt avsteg från de principer han hävdat fram till dess. 
Snowden beslöt att inte kandidera till underhuset i valet 1931. I valet gav han sitt stöd till den nationella regeringskoalitionen och attackerade Labourpartiet för deras, som han tyckte, oansvariga ekonomiska politik. Hans attacker mot sina forna partikamrater uppfattades av många som överdrivna och som tecken på stor bitterhet.

## De sista åren
Snowden adlades i november 1931 och blev Viscount Snowden of Ickornshaw. Inom Labour uppfattades detta av många som ett hyckleri av en man som tidigare velat avskaffa överhuset. Snowden var därefter Lord Privy Seal fram till september 1932, då han avgick i protest mot införandet av imperiepreferens och protektionistiska tullar. Frihandel var en mycket viktig principfråga för Snowden och regeringens beslut var droppen som fick bägaren att rinna över. 
Från 1933 var han öppet kritisk mot regeringen, särskilt premiärminister MacDonald, och i sin självbiografi från 1934 attackerade han MacDonald bittert. I valet 1935 stödde Snowden det radikala ekonomiska program som förespråkades av den liberale ledaren David Lloyd George, vilket i och för sig innebar kraftigt ökade statliga utgifter, men enligt Snowden var ansvarsfullt finansierat. Han utvecklade en personlig vänskap med Lloyd George och hade nog gärna sett ett närmare samarbete mellan Labour och liberalerna, även om han inte öppet förespråkade det. 
Philip Snowden dog den 15 maj 1937 av en hjärtattack efter en längre tids sjukdom.

## Politisk åskådning
Snowdens politiska filosofi var i princip en framstegsoptimistisk samhällssyn. Han ansåg att socialismen skulle komma som en naturlig utveckling ur kapitalismen. Då kapitalismen utvecklades krävde den mer ordning och kontroll och skulle så småningom övergå i en statligt kontrollerad ekonomi som kunde ta hänsyn till hela samhällets intressen istället för till enskilda personers och gruppers profit. Hans tankar om exakt hur denna utveckling skulle gå till var inte särskilt klara. 
Centralt för Snowdens syn på socialismen var att staten, som kunde se till hela samhällets intressen, skulle ta det stora ansvaret för att omdana samhället och kontrollera ekonomin, och han motsatte sig därför syndikalismens och gillesocialismens idéer om en fackföreningsstyrd ekonomi och arbetarkontrollerad industri.
Han tänkte sig att socialistiska regeringar gradvis skulle förstatliga de viktigaste industrierna och naturtillgångarna. Man kunde börja med gruvorna och järnvägen för att sedan fortsätta med bankerna och försäkringsbolagen. Snowden såg alltid detta som en ganska långsam process som inte kunde genomföras genom en revolution eller under en enda mandatperiod. Framför allt från början av 1920-talet, sedan han kraftigt tagit avstånd från bolsjevikernas revolutionära tillvägagångssätt, kom han att betona att en Labourregering skulle agera mycket försiktigt i att socialisera ekonomin. Den första socialistiska administrationen skulle bara genomföra en del av ett socialiseringsprogram. Väljarna kunde sedan i ett allmänt val ta ställning till om programmet skulle fortsättas och flera regeringar efter varandra kunde då fullfölja socialiseringsprocessen.
För en första Labourregering var det också viktigt att visa väljarna och omvärlden att man inte var samhällsomstörtare och att man kunde föra en ansvarsfull ekonomisk politik. Den ekonomiska politik som en Labourregering med detta synsätt kunde föra var i första hand att verka för en framgångsrik kapitalistisk ekonomi på samma sätt som en liberal regering skulle göra. Som finansminister företrädde Snowden också en liberal ekonomisk politik som lade störst vikt vid budgetbalans, frihandel och bevarad guldmyntfot.
Att Snowden anslöt sig till MacDonalds nationella koalitionsregering berodde på att hans ekonomiska filosofi krävde att arbetslöshetsunderstödet skulle sänkas hellre än att budgeten fick gå med underskott. Hans idéer om en ansvarsfull ekonomisk politik var för honom viktigare än partitillhörigheten. När den nationella regeringen började föra en protektionistisk politik valde Snowden att avgå. 
Snowdens eftermäle är framför allt färgat av hans del i det som i Labour uppfattades som ett förräderi - Labourregeringens fall och MacDonalds nationella regering, som i praktiken blev en konservativ regering. Hans agerande tycks dock inte ha berott på opportunism, utan på att han höll fast vid sina principer. Samtidigt var han efter splittringen i Labourpartiet starkt präglad av bitterhet mot sina forna partikamrater, som han anklagade för att ha varit fega när de inte ville genomföra de besparingsåtgärder han ansåg nödvändiga för att rädda Storbritanniens ekonomi. Hans ilska mot Labour gjorde istället att han bortsåg från att hans stöd till den nationella koalitionen medverkade till att ge de konservativa en möjlighet att börja genomföra sitt protektionistiska program, som han ägnat en stor del av sin politiska gärning åt att bekämpa.

### Böcker
- Socialism and the Drink Lobby, 1908
- The Living Wage, 1912
- Socialism and Syndicalism, 1913
- Labour and National Finance, 1920
- Labour and the New World, 1921, reviderad 1924
- An Autobiography (2 band), 1934

### Småskrifter
- Individual under Socialism, 1903
- The Christ that is to be, 1903
- The Chamberlain Bubble, 1903
- Labour Politics (med Keir Hardie och David J. Shackleton), 1903
- The Industrial Muddle and the Way Out, cirka 1901-1905
- Protection, Free Trade and Monopoly, 1904
- Facts for the Workers, 1904
- A Straight Talk to Ratepayers, 1906
- The Socialist Budget, 1907
- Old Age Pensions, This Year, 1907
- The New Workmen's Compensation Act Made Plain, 1907
- How to Get an Old Age Pension, 1908
- Socialism and Teetotalism, 1909
- Where is the Money to Come From: The Question Answered, 1909
- A Few Hints to Lloyd George, 1909
- In Defence of the Conciliation Bill, 1911
- The Dominant Issue, 1913
- A Plea for Peace, 1916
- Labour in Chains, 1917
- How to Pay for the War - Tax the Unearned Incomes of the Rich, 1916
- War and Peace, 1918
- Prospect and Retrospect, 1919
- Twenty Objections to Socialism, 1920
- Wages and Prices, 1920
- If Labour Rules, 1923
- The Big Business Budget, 1923 (kritiserar den konservativa regeringens budget, baserad på Snowdens budgettal i underhuset)
- The Housewife's Budget, 1924 (Snowdens underhustal om Labours budget)
- The Rich Man's Budget, 1925 (Snowdens underhustal mot Churchills budget)
- Tory Government's Pitiable Confession of Incapacity: Labour's Rising Challenge, 1926
- Rising Challenge, 1926
- The Way to Industrial Peace, 1927
- The Faith of a Democrat, 1928
- Mr. Lloyd George's New Deal, 1935
- The General Election, 1935
- End this Colossal Waste: A Neglected Palliative to Unemployment, 1936